# 마담 B
"마담 B"(Mrs.B. A North Korean Woman)는 프랑스에서 제작된 윤재호 감독의 2016년 다큐멘터리 영화이다. 기욤 드 라 볼라예 등이 제작에 참여하였다.

## 기타
- 제작지원: 모드 레이모드
- 제작지원: 루이즈 바르레뜨
- 제작지원: 까미유 벨루엣
- 제작지원: 마농 뮬러
- 제작지원: 가브리엘 지루
- 제작지원: 쿠엔틴 다메방
- 제작지원: 마린 그랄
- 제작코디네이터: 시첸
- 제작코디네이터: 쥴리 알카레즈
- 제작코디네이터: 조이스 망제
- 제작코디네이터: 아나이스 베르뜨랑